# جون فريدريك ميلر
جون فريدريك ميلر (بالإنجليزية: John Frederick Miller)‏ (1759-1796)  رسام إنجليزي. معظم  مواضيع  رسوماته نباتية.
ميلر هو ابن الفنان يوهان سيباستيان مولر (1715 – 1790). أنتج ميلر إلى  مع أخيه جيمس  لوحات من رسومات اعدتها سيدني باركنسون حول أول رحلة  لجيمس كوك.  في رحلته  جوزيف بانكس إلى أيسلندا في عام 1772.
نشر ميلر  كيميليا فيسكا. اشكال نادرة وغريبة لذوات الأربع والطيور .  إلى جانب العديد منالنباتات  الأكثر روعة (1796) مع نص لجورج شو.